# Nancy Ludington
Nancy Irene Rouillard (nome de casada Ludington; Stoneham, Massachusetts, 25 de julho de 1939) é uma ex-patinadora artística norte-americana, que competiu em provas de duplas. Ela conquistou uma medalha de bronze olímpica em 1960 ao lado do parceiro Ronald Ludington, e uma medalha de bronze em campeonatos mundiais.
Nancy Rouillard se casou com Ronald Ludington, e posteriormente se divorciou.

## Principais resultados

### Com Ronald Ludington
| Resultados                                            | Resultados        | Resultados      | Resultados        | Resultados        |
| Internacional                                         | Internacional     | Internacional   | Internacional     | Internacional     |
| Evento/Temporada                                      | 1956– 1957        | 1957– 1958      | 1958– 1959        | 1959– 1960        |
| ----------------------------------------------------- | ----------------- | --------------- | ----------------- | ----------------- |
| Jogos Olímpicos                                       |                   |                 |                   | Medalha de bronze |
| Campeonato Mundial                                    | 4.ª               | 5.ª             | Medalha de bronze | 6.ª               |
| Campeonato Norte-Americano                            | Medalha de bronze |                 |                   |                   |
| Nacional                                              |                   |                 |                   |                   |
| Campeonato dos Estados Unidos                         | Medalha de ouro   | Medalha de ouro | Medalha de ouro   | Medalha de ouro   |
|                                                       |                   |                 |                   |                   |
| Legenda: Competição não foi disputada nesta temporada |                   |                 |                   |                   |